# Dubai Frame

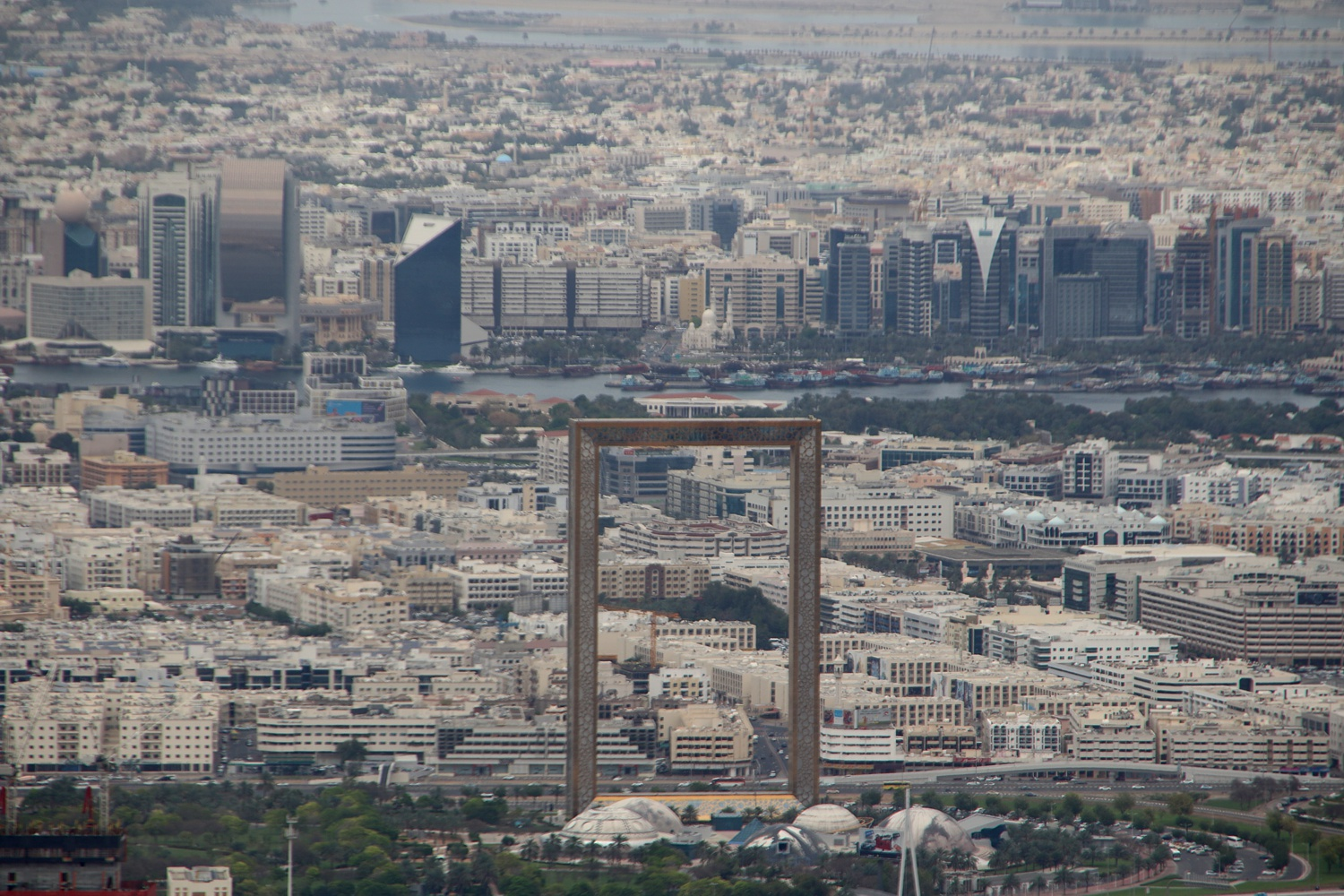
Blick auf den Dubai Frame und die Stadtteile Alt-Dubai und Deira

Der Dubai Frame (deutsch: „Rahmen von Dubai“) ist ein am 24. Januar 2018 eröffnetes Bauwerk in der Stadt Dubai in den Vereinigten Arabischen Emiraten.

## Architektur
Der Dubai Frame wurde vom Architekt Fernando Donis geplant. Bereits 2008 hatte Donis mit seinen Plänen für das Hochhaus den „ThyssenKrupp Elevator Architecture Award“ gewonnen. Das Bauwerk besteht aus zwei 150 Meter hohen Türmen, die unten durch ein Basisgebäude und oben durch eine 93 Meter lange Brücke verbunden sind und somit an die Form eines Bilderrahmens erinnern. Durch diesen Rahmen sieht man entweder das moderne Dubai um den Burj Khalifa oder aus der anderen Richtung das alte Dubai mit dem Stadtteil Deira. Im Basisgebäude befindet sich ein Museum, das die Entwicklung Dubais vom Fischerdorf zu einer Großstadt zeigt. Die Brücke oben verfügt über einen 25 m² großen Glasfußboden, der sowohl einen Blick auf den darunterliegenden Zabeel Park als auch weite Teile von Dubai freigibt.